# Мулла

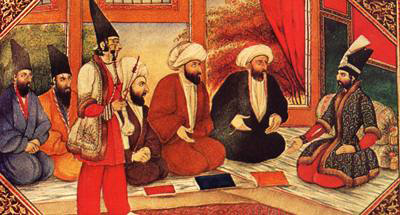
Муллы на приёме у Насреддин-шаха

Мулла́, молла (араб. مُلَّا‎, от араб. مَوْلَى‎ — господин, повелитель, владыка, араб. المُلَّا аль-муллаа, mawlá/; перс. ملّا, тур. molla) — исламский священнослужитель, знаток Корана и религиозных обрядов у мусульман. В Российской империи муллами часто называли всю совокупность существующих мусульманских духовных лиц, иногда учителей медресе и просто грамотных людей. У шиитов мулла — лидер религиозной общины, теолог, специалист в толковании вопросов веры и права (у суннитов эти функции выполняет улем).

## Российская империя
Деятельность муллы контролировали чиновники, а их назначение осуществлялось специальным указом. Мулла обычно состоял при конкретной мечети.

## Кавказ
На Кавказе муллой также называют муэдзинов, «будничных» имамов и другое низшее духовенство, тогда как «пятничный» имам, кади и шейх-уль-ислам именуются Муллой-ахундом (у шиитов) или Муллой-эффенди (у суннитов).